# 拉莫尔普拉日
拉莫尔普拉日（法語：Larmor-Plage，法語發音：[laʁmɔʁ plaʒ]）是法国莫尔比昂省的一个市镇，属于洛里昂区。

## 地理
拉莫尔普拉日（47°42'23"N, 3°23'3"W）面积7.27 平方千米，位于法国布列塔尼大區莫尔比昂省，该省份为法国西北部沿海省份，位于布列塔尼半岛南部，北起阿摩尔滨海省、西接菲尼斯泰尔省，南濒大西洋，东南接大西洋卢瓦尔省，东临伊勒-维莱讷省。
与拉莫尔普拉日接壤的市镇（或旧市镇、城区）包括：洛里昂、普勒默尔。

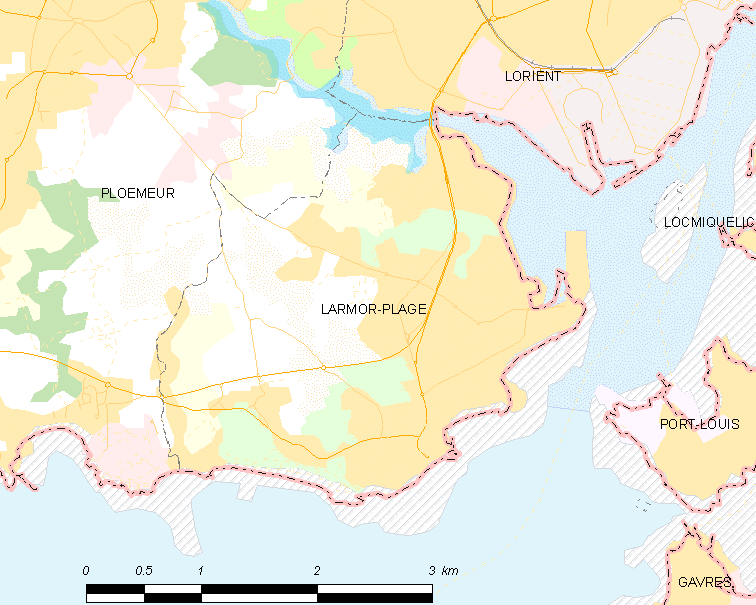
拉莫尔普拉日的OSM定位图

拉莫尔普拉日的时区为UTC+01:00、UTC+02:00（夏令时）。

## 行政
拉莫尔普拉日的邮政编码为56260，INSEE市镇编码为56107。

## 政治
拉莫尔普拉日所属的省级选区为普勒默尔县。

## 人口

1962-2008年间拉莫尔普拉日人口变化图示

拉莫尔普拉日于2022年1月1日时的人口数量为8368人。